# Fritz Jucker
Friedrich Jucker- detto Fritz- (Lione, 2 dicembre 1923 – 22 ottobre 2004) è stato un calciatore francese naturalizzato svizzero, di ruolo portiere.

## Carriera

### Club
Ha sempre giocato nel campionato svizzero.

### Nazionale
Ha collezionato 6 presenze con la propria Nazionale.